# City of Kingston
City of Kingston – obszar samorządu lokalnego (ang. local government area), położony w południowo-wschodniej części aglomeracji Melbourne. Kingston zostało założone w 1994 roku. Obszar ten zamieszkuje 134 626 osób (dane z 2006).

## Dzielnice
- Aspendale
- Aspendale Gardens
- Bonbeach
- Braeside
- Carrum
- Chelsea
- Chelsea Heights
- Cheltenham
- Clarinda
- Clayton South
- Dingley Village
- Edithvale
- Heatherton
- Highett
- Mentone
- Moorabbin
- Moorabbin Airport
- Mordialloc
- Parkdale
- Patterson Lakes